# Mittelberg (Haardt)
Der Mittelberg ist ein 479,9 m hoher Berg im Pfälzerwald.

## Geographie

### Lage
Der Berg befindet sich auf der Waldgemarkung der Stadt Deidesheim. Entlang seines Südosthangs befindet sich das Kupferbrunner Tal, an seinem Südwesthang das Benjental, an seinem Nordhang das Martental und am Ostfuß das Mühltal. Südlich schließt sich die Passhöhe Knoppenweth an. Benachbarte Berge sind der Eckkopf (516 m) im Osten, der Vordere Langenberg (544,6 m) im Nordosten, der Stabenberg (496 m) im Süden und der Rehberg (337 m) im Südosten; bedingt durch die drei erstgenannten besitzt er lediglich eine geringe Dominanz.

### Naturräumliche Zuordnung
1. Großregion 1. Ordnung: Schichtstufenland beiderseits des Oberrheingrabens
2. Großregion 2. Ordnung: Pfälzisch-saarländisches Schichtstufenland
3. Großregion 3. Ordnung: Pfälzerwald
4. Region 4. Ordnung (Haupteinheit): Mittlerer Pfälzerwald
5. Region 5. Ordnung: Haardt

## Denkmäler
Am Nordhang befindet sich mit dem Felsblock „Großmutter“ ein Naturdenkmal und einige Meter südlich des Berggipfels mit dem Spielstein ein Kulturdenkmal.

## Tourismus
Mitten über den Berg führt ein Wanderweg, der mit einem weiß-blauen Balken markiert ist und der von Battenberg bis nach Wörth am Rhein führt und entlang seiner Südwestflanke ein mit einem weiß-roten Balken markierter Wanderweg, der vom Forsthaus Rotsteig über Königsbach an der Weinstraße nach Gimmeldingen verläuft.